# Urals-Öl
Urals-Öl (kurz: Urals) ist die für Russland wichtigste Rohölsorte, die als Referenz („Benchmark“) für den Ölhandel und -export dient. Urals-Öl ist eine Mischung („Blend“) aus dem namensgebenden Öl aus dem Ural und der Wolgaregion, das schwer, hochsiedend und sehr schwefelhaltig ist, mit leichtem, schwefelarmem Öl aus Westsibirien (Siberian Light). Das leichtere, westsibirische Öl wird im Autonomen Kreis der Chanten und Mansen gewonnen, das schwere, schwefelreiche heute vorwiegend in Tatarstan. Urals-Öl wird über Pipelines zum Schwarzmeerhafen Noworossijsk gebracht, und von dort per Tankschiff exportiert. Der andere Exportweg ist die Drushba-Pipeline nach Westeuropa. Urals ist ein mittelschweres Rohöl mit hohem Schwefelgehalt.
Hauptproduzenten von Urals sind Rosneft, Surgutneftegas und Gazprom Neft. Weniger bedeutend sind Lukoil, TNK-BP und Tatneft. 2012 wurden aus Russland täglich ungefähr fünf Millionen Barrel exportiert, der Großteil davon war Urals. Hauptabnehmer sind europäische Raffinerien wie Hellenic und INA sowie die zu Shell und Total gehörenden Raffinerien.
Die wichtigsten Händler von Urals waren 2012 Glencore, Vitol und Gunvor. An der Moskauer Börse RTS wird der Urals Oil Futures Contract gehandelt. Der Terminkontrakt auf den Urals-Preis wird in USD per BBL gehandelt, das Settlement findet bar statt. Berechnungsgrundlage ist die Spanne zwischen dem von Platts ermittelten Urals-Spot-Preis und dem ICE-Brent-Index. Platts ermittelt eine Reihe von Urals-Preisindices für die Lieferung im Mittelmeer und in Nordwesteuropa. Die wichtigsten Indices sind Urals Med (CIF Augusta), Urals ex-Novorossiisk (FOB), Urals Rotterdam (CIF Rotterdam) und Urals ex-Baltic Sea (FOB Būtingė, Primorsk oder Danzig). An der NYMEX wird Urals unter dem Namen REBCO („Russian Export Blend Crude Oil“) gehandelt, Lieferort ist Primorsk.